# Eugenio Florit
Eugenio Florit y Sánchez de Fuentes, né le 15 octobre 1903 à Madrid (Espagne) et mort le 22 juin 1999 à Miami (Floride), est un poète, traducteur et critique littéraire cubain.